# Mansonia suarezi
Mansonia suarezi är en tvåvingeart som beskrevs av Cova Garcia och Sutil 1976. Mansonia suarezi ingår i släktet Mansonia och familjen stickmyggor.
Artens utbredningsområde är Venezuela. Inga underarter finns listade i Catalogue of Life.